# Papir Rylands 463
Papir Rylands 463 és un papir manuscrit en forma de rotlle que conté una còpia de l'Evangeli de Maria escrit en llengua grega. El manuscrit s'ha assignat, segons la seva Paleografia, al segle iii. És un dels dos manuscrits grecs de l'Evangeli de Maria, dels tres existents. És més llarg que el Papir Oxirrinc L 3525 (Poxy 3525).

## Descripció
Només un petit fragment d'un sol full (probablement rotlle) ha sobreviscut. El fragment es trenca per tots els costats i conté el material contingut en 04/07 a 19/05 del manuscrit copte. La reconstrucció de les parts que falten (sobretot l'inici i final de les línies) no és una tasca fàcil i depèn del text copte. El text grec només es pot conjecturar sobre la base de la versió copta.
Hi ha algunes diferències entre el fragment grec i el text copte. Els Nomina sacra estan escrits en forma abreujada. El text va ser editat per CH Roberts el 1938 El manuscrit es troba actualment en la John Rylands Library (gr. p. 463) a Manchester.